# Exército de Beiyang

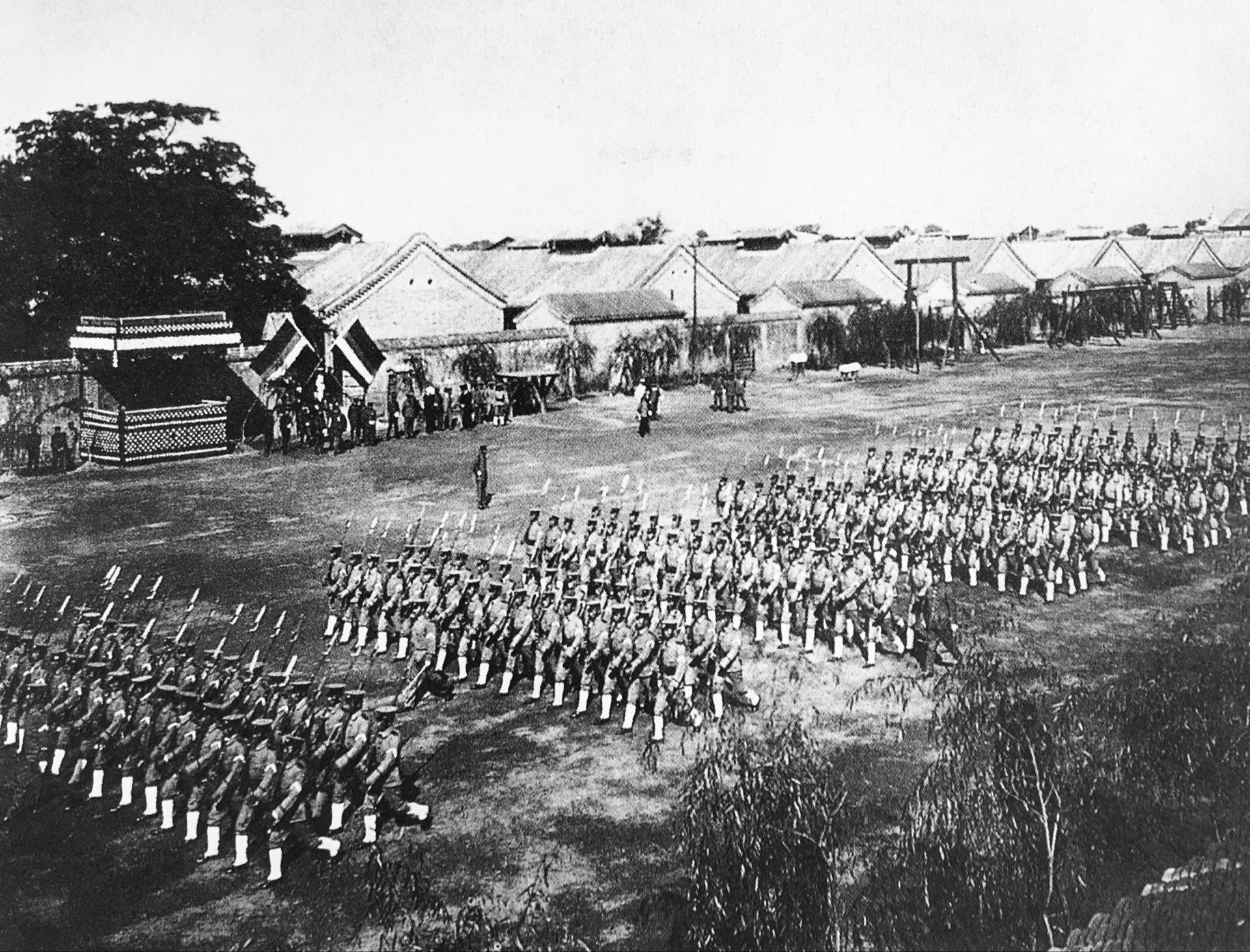
Treinamento de unidades do Exército de Beiyang.

O Exército de Beiyang (em chinês tradicional: 北洋軍, pinyin: Běiyáng-jūn, literalmente, "Exército do Mar do Norte") foi uma poderosa unidade militar chinesa de estilo ocidental, criado pela dinastia Qing no século XIX. Foi estabelecido como o núcleo da reorganização das forças armadas imperiais. A partir de 1912, o Exército de Beiyang se tornou na pratica as forças armadas da República da China de 1912 até 1928 quando foi dissolvido de fato e substituído pelo Exército Revolucionário.
Esta formação teve um papel fundamental na política do país durante três décadas do século XX, praticamente até a vitória comunista em 1925. Permitiu o desenvolvimento da Revolução de Xinhai e, ao dividir-se em diferentes camarilhas militares (chinês tradicional: 军阀 北洋, pinyin: běiyáng jūnfá), levou a um período de divisão política do país em áreas controladas por chefes militares que caracterizaram grande parte do período. 
O Exército de Beiyang foi dissolvido em 1925 e substituído pelo Exército de Pacificação Nacional, que tinha como objetivo, unir as forças dos senhores da guerra para parar a Expedição do Norte. 